# Hermosa (Dakota du Sud)
Pour les articles homonymes, voir Hermosa.
Hermosa est une municipalité américaine située dans le comté de Custer, dans l'État du Dakota du Sud.
Le nom de cette localité fondée en 1886 signifie « belle » en espagnol.

## Démographie
| 1890 | 1900 | 1910 | 1920 | 1930 | 1940 |
| ---- | ---- | ---- | ---- | ---- | ---- |
| 172  | 77   | 114  | 74   | 128  | 121  |

| 1950 | 1960 | 1970 | 1980 | 1990 | 2000 |
| ---- | ---- | ---- | ---- | ---- | ---- |
| 123  | 126  | 150  | 251  | 242  | 315  |

| 2010 | - | - | - | - | - |
| ---- | - | - | - | - | - |
| 398  | - | - | - | - | - |

Selon le recensement de 2010, Hermosa compte 398 habitants. La municipalité s'étend sur 0,48 milles carrés (1,24 km2).